# هیروکو هایاشی
هیروکو هایاشی (انگلیسی: Hiroko Hayashi (singer)؛ زادهٔ ۱۶ اکتبر ۱۹۵۹) یک خواننده اهل ژاپن است.